# Paepalanthus michaelii
Paepalanthus michaelii är en gräsväxtart som beskrevs av Silveira. Paepalanthus michaelii ingår i släktet Paepalanthus och familjen Eriocaulaceae. Inga underarter finns listade i Catalogue of Life.